# Trabala vishnou
Trabala vishnou is een nachtvlinder uit de familie van de spinners (Lasiocampidae). De soort komt voor in het Oriëntaals gebied.
De vlinder heeft een spanwijdte van ongeveer 47 mm bij de mannetjes en ongeveer 67 mm bij de vrouwtjes.
De rups is geel met zwart en in het zwart blauwe vlekjes. De rups heeft een rode kop en rode propoten. De lange haren kunnen irriterend zijn op de huid.
De wijfjes van deze soort leggen hun eitjes op een zodanige manier dat ze op een rups lijken: ze leggen ze in twee evenwijdige rijtjes, met vooraan een enkelvoudig eitje. Op elk eitje bevindt zich een donkere vlek, zodat er twee donkere ontstaan zoals vaak op rupsen wordt aangetroffen. Bovendien bedekt het wijfje de eitjes met haartjes van haar eigen lichaam; de eitjes lijken daarmee sterk op kleine harige rupsen. Dit biedt een mate van bescherming aan de eitjes, omdat de meeste predatoren behaarde rupsen mijden.

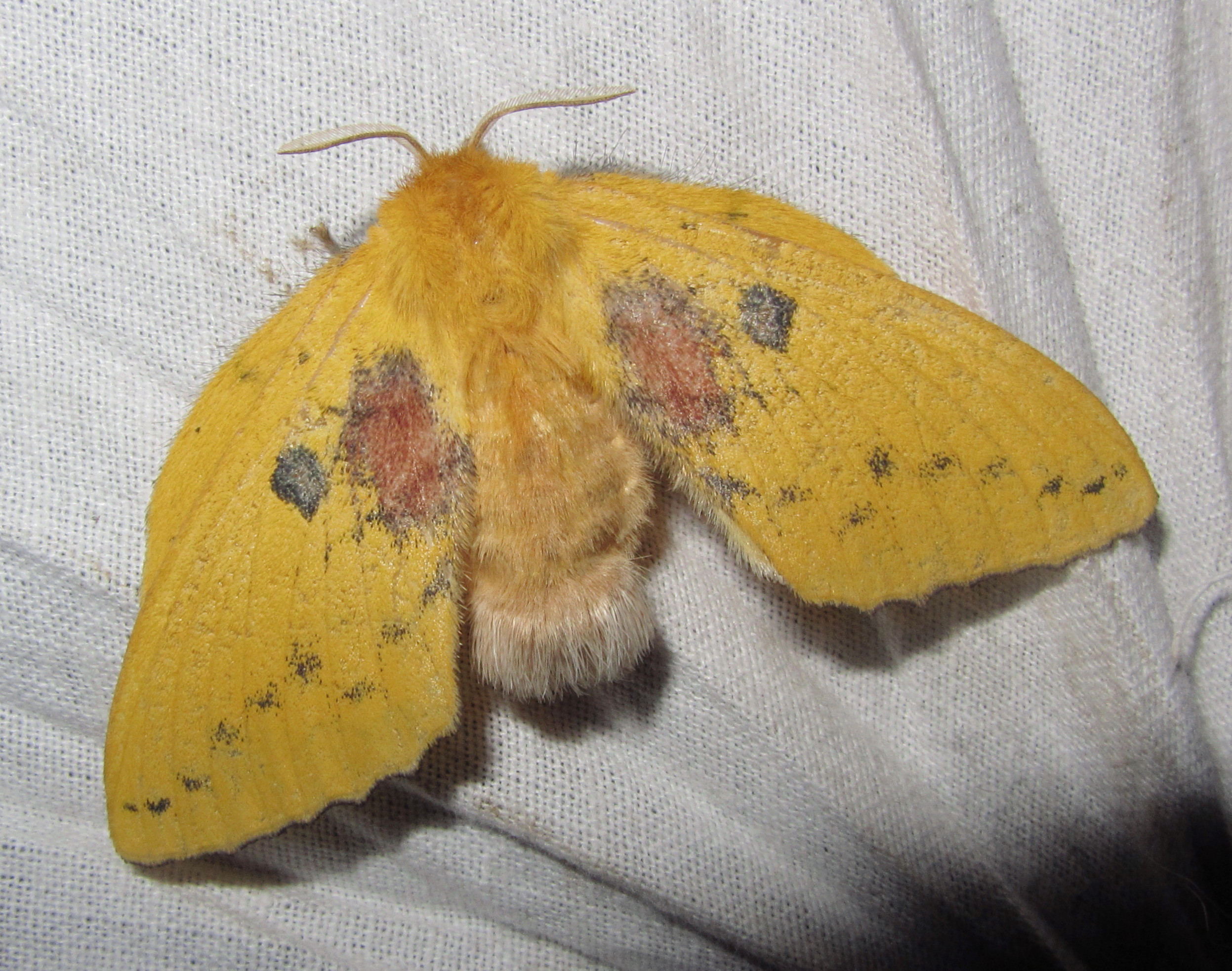